# Liste der Museen im Landkreis Nürnberger Land
Die Liste der Museen im Landkreis Nürnberger Land gibt einen Überblick über aktuelle und ehemalige Museen im fränkischen Landkreis Nürnberger Land.

## Aktuelle Museen
| Gemeinde                  | Name                                      | Kurzbeschreibung | gegründet/ eröffnet | Träger                               | Standort                            | Bild           | Link |
| ------------------------- | ----------------------------------------- | --- | ------------------- | ------------------------------------ | ----------------------------------- | -------------- | ---- |
| Altdorf bei Nürnberg      | Universitätsmuseum Altdorf                | Das Universitätsmuseum löiegt in der Nähe der ehemaligen Gebäude der Altdorfina, einer von 1622 bis 1809 bestehenden Universität. Es informiert über die Geschichte und den Lehrbetrieb der Universität und das damalige Leben der Studenten. Das Museum verfügt über ein Fossilienkabinett mit einer umfangreichen paläontologische Sammlung, und einen Museumshof mit dem nach Art eines botanischen Garten angelegten „Doktorsgärtlein“, das über 300 Pflanzenarten zeigt. |                     |                                      | Neubaugasse                         | weitere Bilder |      |
| Burgthann                 | Museum BurgThann                          | Das Museum auf der Burg Thann dokumentiert das Leben und Arbeiten in Burgthann um 1920. weitere Themen sind die Geschichte der Burg und des Ludwig-Donau-Main-Kanals sowie der Fund des Goldhuts von Ezelsdorf/Buch. |                     |                                      | Burg Thann                          | weitere Bilder |      |
| Feucht                    | Hermann-Oberth-Raumfahrt-Museum           | Das Museum ist nach dem Raketenpionier Hermann Oberth (1894–1989) benannt, der viele Jahre in Feucht lebte. Es dokumentiert mit zahlreichen Originalen und Modellen die Geschichte der Raumfahrt. Dazu zählen nuter anderem ein russischer Kosmonauten-Anzug, der Bordanzug von Ernst Messerschmid, ein Modell des Sputnik I und die dritte Stufe der Trägerrakete Europa 1.                                                                                                  | 1971                | Hermann-Oberth-Raumfahrt-Museum e.V. | Torwärterhaus des Pfinzingschlosses | weitere Bilder |      |
| Feucht                    | Zeidelmuseum                              | Das Museum ist ein Imkermuseum (mittelhochdeutsch zeideln = Honig aus Waben schneiden). Es dokumentiert die Imkertradition des Nürnberger Reichswalds seit dem 14. Jh. und präsentiert eine umfangreiche Sammlung von Imkereigeräten der Region und aus ganz Europa. | 1986                | Zeidel-Museum Feucht e.V.            | Pfinzingstraße                      | weitere Bilder |      |
| Hersbruck                 | Deutsches Hirtenmuseum                    | Das Museum zeigt Kleidung, Geräte, Musikinstrumente und kunsthandwerkliche Arbeiten rund um die Hirtenkultur Frankens, aber auch aus allen Teilen Deutschlands sowie aus Frankreich, Ungarn, Portugal, Slowakei und Afrika. | 1933                |                                      | Ehemalige Hofanlage                 | weitere Bilder |      |
| Hersbruck                 | Kunstmuseum Hersbruck                     | Das Museum und der Skulpturengarten zeigen Werke der Malerei, Skulptur- und Objektkunst vom späten 19. Jahrhundert bis zur zeitgenössischen Kunst. |                     |                                      | Ehemaliges Zollhaus                 | weitere Bilder |      |
| Lauf an der Pegnitz       | Industriemuseum Lauf                      | Das Museum zeigt das Leben und Arbeiten städtischer Arbeiter und Handwerker von etwa 1890 bis etwa 1970. Neben der historischen Technik wird auch das soziale Umfeld und die Lebenssituation der Stadtbevölkerung dargestellt. Das Museum verfügt über funktionsfähige wasserradgetriebene Originalgewerken: ein Eisenhammerwerk, eine Getreidemühle und ein Elektrizitätswerk.                                                                                               |                     |                                      | Historischer Fabrikkomplex          | weitere Bilder |      |
| Neunkirchen am Sand       | Fränkisches Hopfenmuseum                  | Das Museum dokumentiert anhand zahlreicher Geräte den Anbau, die Pflege und die Ernte des Hopfens im Hersbrucker Gebirge, einem der ältesten Hopfenanbaugebiete Deutschlands, früher und heute. Zu den dargestellten Geräten zählen unter anderem Hopfenpflüge und Hopfenspritzen, Hopfendarren, Hopfensiebe und Sammelmaße. |                     |                                      | Speikern                            |                |      |
| Ottensoos                 | Kulturbahnhof Ottensoos                   | In einem ehemaligen Stationsgebäude der bayerischen Ostbahnen hat die Künstlerin Renate Kirchhof-Stahlmann ein kleines Museum mit eigenen Kunstwerken eingerichtet. |                     |                                      | Ehemaliges Stationsgebäude          | weitere Bilder |      |
| Pommelsbrunn              | Badhausmuseum Pommelsbrunn                | Das Museum ine einem von 1486 bis 1876 betriebenen öffentlichen Badehaus, das noch originalgetreu erhalten ist, zeigt, wie das Bad nicht nur der Körperpflege diente, sondern auch der Geselligkeit. |                     |                                      | Ehemaliges Badhaus                  | weitere Bilder |      |
| Pommelsbrunn              | Naturkundliches Heimatmuseum Pommelsbrunn | Das Museum dokumentiert in seiner heimatkundlichen Abteilung die Entwicklung des Ortes an der Goldenen Straße von Nürnberg nach Prag mit Dioramen zur Ortsgeschichte, historischen Urkunden und Gemälde. Ein als Bauernstube eingerichteter Raum zeigt Gebrauchsgegenständen und die Tracht eines Brautpaars um 1900. Die naturkundliche Abteilung dokumentiert Kulturlandschaften, Höhlen, Mineralien und Fossilien.                                                         |                     |                                      | Heuchlinger Straße                  |                |      |
| Pommelsbrunn              | Urzeitbahnhof Hartmannshof                | Das Vorgeschichtsmuseum im Bahnhofs Hartmannshof gibt einen Überblick über 100 000 Jahre Umwelt- und Menschheitsgeschichte. Ein Schwerpunkt sind Funde aus der nahe gelegenen Höhlenruine von Hunas, darunter mit einem 60.000 Jahre alten Backenzahn eines Neandertalers der älteste von einem Menschen stammende Fund in Bayern. | 2011                |                                      | Hartmannshof                        | weitere Bilder |      |
| Röthenbach an der Pegnitz | Museum für historische Wehrtechnik        | Das Museum zeigt Infanteriewaffen, Optiken, Richtmittel, ein drahtgebundenes Nachrichtengerät und Funkgeräte, Flugzeug- und Panzerabwehrmittel, Rohr- und Raketenartillerie, Festungsgerät, Sanitäts- und Luftschutzgerät sowie Materialien zum Gaskrieg. Auf der Außenfläche sind Feldhaubitzen, Flugabwehrkanonen und andere Geschütze aus dem Zweiten Weltkrieg ausgestellt.                                                                                               |                     |                                      | Halbzeugwerk der Diehl Metall       |                |      |
| Röthenbach an der Pegnitz | Stadtmuseum Conradtyhaus                  | Das Museum in einem Haus einer von dem Bleistiftfabrikanten Conrad Conradty (1827–1901) ab 1892 für seine Arbeiter errichteten Siedlung zeigt den Lebensalltag von Arbeiterfamilien und die enge Verknüpfung der sozialen sowie städtebaulichen Entwicklung Röthenbachs mit dem Familienunternehmen Conradty. | 2010                |                                      | Ehemaliges Arbeiterwohnhaus         | weitere Bilder |      |
| Schnaittach               | Heimatmuseum Schnaittach                  | Das Museum dokumentiert die Entwicklung der Schnaittacher Lebenswelt bezüglich Wohnen, Leben und Wirtschaften seiner Bewohner. Eine Besonderheit ist eine umfangreiche Sammlung historischen Christbaumschmucks von 1870 bis zur Gegenwart. | 1923                |                                      | ehemaliges Rabbiner- und Schulhaus  | weitere Bilder |      |
| Schnaittach               | Jüdisches Museum Franken                  | Das Museum wurde in der 1570 erbauten Synagoge mit angegliedertem Rabbinerhaus und Ritualbad eingerichtet. Es präsentiert Sachzeugnisse jüdischer Landkultur in Süddeutschland, sowohl Gegenstände des religiösen Rituals als auch Alltagsobjekte der jüdischen Landgemeinde. |                     |                                      | ehemalige Synagoge                  | weitere Bilder |      |
| Schwarzenbruck            | Diakoniemuseum Rummelsberg                | Das Museum im historischen „Handwerkerhaus“ der Rummelsberger Diakonie informiert über die Geschichte der evangelischen Wohlfahrtspflege in Bayern. | 2015                | Rummelsberger Diakonie               | Rummelsberg                         | weitere Bilder |      |

## Ehemalige Museen
| Gemeinde       | Name                     | Kurzbeschreibung | gegründet/ eröffnet | geschlossen/ aufgelöst | Träger       | Standort              | Bild | Link |
| -------------- | ------------------------ | --- | ------------------- | ---------------------- | ------------ | --------------------- | ---- | ---- |
| Reichenschwand | Sammlung Löffler         | Die Sammlung umfasst mehr als 3.500 Stühle, die der Unternehmer Werner Löffler seit 1987 zusammengetragen hat. Auswahlkriterien waren für ihn beste Gebrauchs- und Materialgerechtigkeit, hohe Verarbeitungsqualität, innovative Eigenschaften und ein formal-ästhetischer Anspruch. Seit Oktober 2010 war die Sammlung der der Öffentlichkeit zugänglich. Derzeit ist die Sammlung wissenschaftlich in Bearbeitung und deshalb für Besichtigungen nicht zugänglich. | 2010                |                        | Löffler GmbH | Löffler-Firmengelände |      |      |
| Rückersdorf    | Heimatmuseum Rückersdorf | Das in der Scheune und Nebengebäuden eines ehemaligen Herrenhauses untergebrachte Museum zeigte Exponate aus dem heimischen bäuerlichen, handwerklichen und hauswirtschaftlichen Bereich. |                     |                        |              | Tucherschloss         |      |      |